# 小松勇次

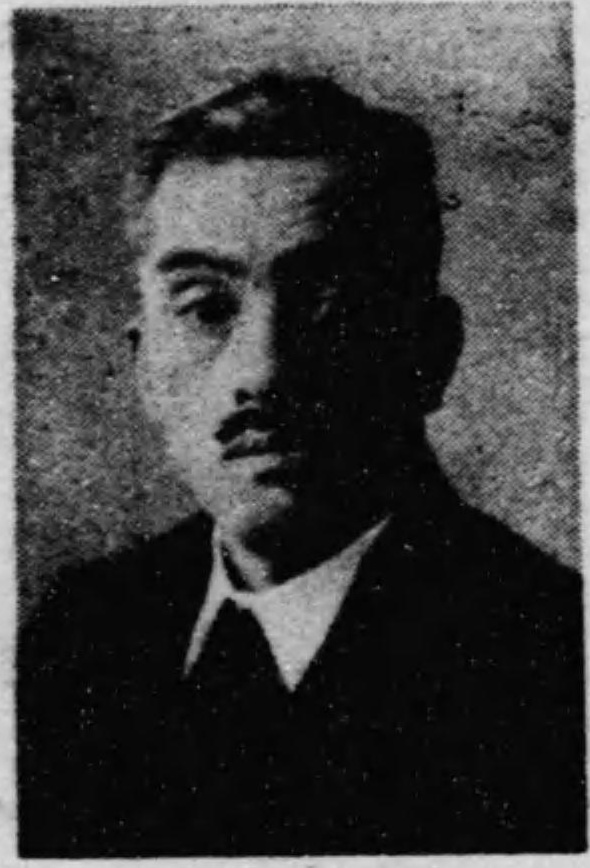
小松勇次

小松 勇次（こまつ ゆうじ、1893年〈明治26年〉12月20日 - 1962年〈昭和37年〉7月29日）は、日本の政治家。衆議院議員（2期）。熱海市長。

## 経歴
静岡県で小松鹿太郎の長男として生まれる。旧制韮山中（現・静岡県立韮山高等学校）卒。農業・漁業を営み、多賀村議、同村長、熱海市議、静岡県議を経て、1947年の第23回衆議院議員総選挙において静岡2区から民主党公認で立候補して初当選。2期務め、1952年の第25回衆議院議員総選挙で改進党から立候補したが落選した。
その後、1956年に熱海市長となり、1960年にも再選された。観光都市熱海の発展に尽力した。再選から2年後の1962年、在職中に死去した。
この他、熱海市漁業会理事、駿河銀行支店長、横浜興業無尽取締役社長なども務めた。